# False Alarm (The Weeknd)
False Alarm è un singolo del cantante canadese The Weeknd, pubblicato il 30 settembre 2016 come secondo estratto dal terzo album in studio Starboy.

## Video musicale
Il video musicale, diretto da Il'ja Najšuller, è stato pubblicato il 13 ottobre 2016 attraverso il canale YouTube del cantante ed è stato definito «intenso» e «violento» da parte della critica specializzata. Esso mostra infatti le fasi di una rapina di una banca dal punto di vista di uno dei ladri. Dopo aver ucciso la maggior parte degli ostaggi e rapito una ragazza, la banda si dirige verso il proprio furgone e, nel corso della fuga dalla polizia, i due ladri sopravvissuti si lanciano insieme alla ragazza verso un secondo furgone guidato da un complice. Dopo che uno di loro perde una parte dei soldi mentre cercava di gettarli da un furgone all'altro, un complice tenta di uccidere il protagonista ma la ragazza lo salva sparando un colpo. In seguito allo schianto del secondo furgone, il protagonista, ferito a morte, lascia andare la ragazza e, suicidandosi, si rivelerà essere The Weeknd.

## Tracce
Testi e musiche di Abel "The Weeknd" Tesfaye, Martin McKinney, Ahmad Balshe, Henry Russell Walter e Emmanuel Nickerson.
1. False Alarm – 3:40

## Formazione
Musicisti
- The Weeknd – voce
- Simon Richardson – chitarra aggiuntiva

Produzione
- Doc McKinney – produzione, ingegneria del suono
- Abel "The Weeknd" Tesfaye – produzione
- Cirkut – coproduzione
- Mano – coproduzione
- Ben Billions – ingegneria del suono
- Josh Smith – ingegneria del suono
- Serba Ghenea – missaggio
- John Hanes – assistenza al missaggio
- Tom Coyne – mastering
- Aya Merrill – mastering

## Classifiche
| Classifica (2016)         | Posizione massima |
| ------------------------- | ----------------- |
| Canada                    | 33                |
| Francia                   | 98                |
| Irlanda                   | 65                |
| Paesi Bassi               | 79                |
| Portogallo                | 45                |
| Regno Unito               | 51                |
| Stati Uniti               | 55                |
| Stati Uniti (R&B/hip-hop) | 23                |
| Svezia                    | 89                |
| Svizzera                  | 85                |